# Dramatizace
Dramatizace je pojem, který znamená adaptaci literárního textu pro divadlo nebo hraný film. Za tímto účelem je předmětný text upraven jako dialogová verze podle zákonů dramatického žánru, to znamená, že je scénicky přeměněn.
Kromě toho se tento termín často hovorově používá také pro zvláště emocionální komunikační strategii.

## Divadlo a film
Termín původně pochází z literární vědy a znamená přetvoření původně epické, obvykle prozaické literární látky, někdy však také lyrické předlohy, do dramatického tvaru pro divadlo nebo film. Literární předlohu je třeba přizpůsobit prezentačním možnostem divadla nebo filmu. Za tímto účelem je předmětný text upraven jako dialogová verze podle zákonů dramatického žánru, to znamená, že je scénicky přeměněn. Obvykle se ukáže jako nezbytné zhustit text jeho proškrtáním, vystihnout podstatu děje a soustředit se na jeho centrální linii, která nakonec upravený text řídí.  Kromě toho je třeba najít dramatické role, aby byl jasně zřejmý sled událostí a jejich kauzalita. Dialogovou verzi je potřeba vytvořit téměř vždy (a dokonce i použití voiceover vypravěče slouží spíše k udržení vypravěče ve hře než k zachování zbytků původního vyprávění). Osobní zpracování toho, co se přidalo, nebo ubralo a vlastní konání obvykle ustupuje do pozadí.

## Komunikace
Dále termín dramatizace vyjadřuje také hovorovou komunikační strategii, která se vyznačuje přílišným důrazem a emocionalizací. Děje se to zasazením okrajových problémů nebo incidentů do větších a zásadních konfliktních linií, personalizací a pojmenováním oponentů, moralizováním a podobně. Napomenutí osoby v tomto ohledu je často výčitka, stěžování si na „neproduktivnost jednání“ nebo žádost o umírněnost. Obvykle je to spojeno s kritikou komunikačního partnera, „ať už kvůli jeho nepřiměřené vlastní prezentaci na prvním místě, nebo obviněním z dramatizace, aby se sám prosadil.“